# Rodolfo II (conde de Habsburgo)
Rodolfo II (1168-10 de abril de 1232), llamado el Benigno o el Viejo, fue un conde de Habsburgo, landgrave de la Alta Alsacia y duque de Laufenburg y Argovia. Fue uno de los ascendientes de la Casa de Habsburgo, abuelo de Rodolfo I de Habsburgo, el primer emperador de esa dinastía.
De su padre Alberto III heredó numerosas posesiones en las actuales Suiza y Alsacia. De su madre Ita de Pfullendorf-Bregenz heredó el condado de Pfullendorf, en Suabia, y la sucesión por vía femenina de la dinastía de los Güelfos, aspirante a la corona imperial. Y por su esposa Inés de Hohenstaufen —que no descendía de la dinastía Hohenstaufen— heredó algunas posesiones en Brisgovia.
Tuvo cinco hijos: Werner, que falleció siendo niño, Alberto, Rodolfo, Gertrudis y Helwiga. Sus dos hijas se casaron con dos príncipes de la casa de Frohburg, en la actual Suiza.
Tras su muerte en 1232, su hijo Alberto heredó la mayor parte de sus posesiones en las actuales Suiza y Alsacia; las posesiones en el sur de la actual Alemania pasaron a su hijo Rodolfo III de Habsburgo, que inició la línea Habsburgo-Laufenburg, que algunas generaciones más tarde serían reincorporadas a los dominios de la casa imperial de Habsburgo.